# Cryptophagus denticulatus
Cryptophagus denticulatus är en skalbaggsart som beskrevs av Oswald Heer 1841. Cryptophagus denticulatus ingår i släktet Cryptophagus, och familjen fuktbaggar. Arten är reproducerande i Sverige.